# Richard Talbot (Unternehmer)
Richard Talbot (* 18. September 1896 in Aachen; † 15. Mai 1987 ebenda) war ein deutscher Unternehmer und Präsident der IHK Aachen. 

## Leben und Wirken
Der Sohn des Aachener Waggonfabrikanten Georg Talbot (1864–1948) und der Eugénie Piedbœuf (1868–1921) stieg nach dem Studium in das eigene Familienunternehmen Waggonfabrik Talbot ein. Darüber hinaus wurde er in den schwierigen Jahren von 1939 bis 1941 zum Präsidenten der IHK Aachen gewählt. Nach dem Tod des Vaters übernahm Richard Talbot als Geschäftsführer  die Leitung der Waggonfabrik. Im Jahre 1975 legte er diese in die Hände seines Neffen Kurt Capellmann, Sohn seiner Schwester Georgette Talbot (1893–1991) und des Verlegers des Prestel-Verlags, Paul Capellmann.
Als Leiter seines Unternehmens pflegte er eine rege Kooperation mit der RWTH Aachen, die ihn daraufhin bereits 1957 zu ihrem Ehrenbürger ernannte. Ein Jahr später wurde Talbot noch als belgischer Honorarkonsuls in Aachen eingesetzt, einem Amt, welches er ebenfalls bis zum 18. März 1975 innehatte und seitdem von seiner Tochter Carlita Grass-Talbot übernommen wurde.
Außerhalb seines beruflichen Engagements war Talbot ein intensiv mit der Kultur und dem Pferdesport verbundener Mensch. Musisch vielseitig interessiert, prägte Richard Talbot ebenso wie bereits sein Vater nachhaltig sowohl das kulturelle als auch das wirtschaftliche Leben in Aachen. So war er von 1955 bis 1973 Vorsitzender und später Ehrenvorsitzender der Gesellschaft der Musik- und Theaterfreunde Aachen. Ebenso war er Mitglied des Theater- und Musikausschusses der Stadt Aachen. Darüber hinaus gehörte er bereits seit 1927 dem Club Aachener Casino an.
Seine Hauptleidenschaft gehörte aber seit Kindheitstagen, ebenfalls geprägt durch seine Familie, dem Pferdesport. Von Anfang an war er Mitglied im Aachen-Laurensberger Rennverein (ALRV) und später in dessen Vorstand, begleitete seinen Vater bei den Turnieren in der Soers und trat dabei selbst auch immer wieder aktiv im Reit- und Fahrsport in Erscheinung. Im Jahre 1933 gehörte er zu den Mahnern und Unterzeichner der „Denkschrift über die Weiterentwicklung der Aachener Reit-, Spring- und Fahrturniere“, nachdem ein Großteil des Vorstandes und der Vereinsmitglieder sich verstärkt für die Interessen der nationalsozialistischen Regierung einspannen ließen und die jährlichen CHIO-Veranstaltungen zum Aufmarsch von Nazigrößen wurde. Da jedoch alle Appelle nichts mehr nutzten, trat er schließlich 1935 aus dem ALRV aus.
Einige Jahre nach Ende des Zweiten Weltkrieges fand Talbot auch auf Grund der Familientradition wieder zurück zum ALRV und wurde von diesem später noch zum Ehrenmitglied ernannt. Sein bereits erwähnter Neffe Kurt Capellmann, selbst Dressurreiter und Vater der beiden international erfolgreichen Dressurreiterinnen Gina und Nadine Capellmann führte diese Familientradition fort und wurde später ebenfalls zum Präsidenten des ALRV gewählt.
Richard Talbot wurde in der Familiengruft auf dem Aachener Ostfriedhof bestattet.